# Drakenboot
Een drakenboot is een open kano van ongeveer 12,5 meter lang, waarin maximaal 20 peddelaars om en om links en rechts plaatsnemen en tegelijkertijd peddelen. Om het tempo aan te geven zit voorop een trommelaar, een aparte stuurman bepaalt de koers. Tevens moet bij officiële wedstrijden de boot worden voorzien van een drakenkop, een staart en "schubben" op de romp.
De drakenboot wordt gebruikt voor de wedstrijdsport drakenbootvaren. In Nederland is er een landelijke competitie van wedstrijdteams en bedrijventeams.
Deze sport is georganiseerd in de NDBF (Nederlandse Drakenboot Federatie). De drakenboot is afkomstig uit China waar ook wedstrijden plaatsvinden. Het drakenbootvaren komt voort uit een eeuwenoude Chinese traditie en wordt vooral op het Duanwu Feest in ere gehouden.
De drakenbootsport is een onafhankelijke sport en valt niet onder een roei- of kanodiscipline.
De IDBF (International Dragonboat Federation) is de wereldwijde overkoepelende organisatie.

## Nederland
Drakenbootvaren in Nederland is mogelijk bij:
- The Dutch Dragons, Zoetermeer;
- The Collective, Zevenhuizen;
- Concrete Dragons, Amsterdam;
- Dragons on Fire, Gorinchem;
- EHDC, Amsterdam Zuidoost;
- Imperial Dragons, Leidschendam;
- Kaag Dragons, de Kaag;
- KLM Blue Dragons, Aalsmeer;
- Drakenboot Montfoort, Montfoort;
- Odysseus Dragons, Alkmaar;
- United Dragons, Alkmaar;
- Old Water Dragons, Oudewater;
- River Dragons, Gorinchem;
- Dura Vermeer Draken, Hoofddorp;
- The Hague Dragons, Den Haag.

## België
Drakenbootvaren in België is mogelijk bij:
- OAR - Open Antwerpse Roeivereniging te Emblem (Ranst) in de provincie Antwerpen.